# Trias rosea
Trias rosea är en orkidéart som först beskrevs av Henry Nicholas Ridley, och fick sitt nu gällande namn av Gunnar Seidenfaden. Trias rosea ingår i släktet Trias och familjen orkidéer. Inga underarter finns listade i Catalogue of Life.